# Globularia ascanii
Globularia ascanii là một loài thực vật có hoa trong họ Mã đề. Loài này được Bramwell & Kunkel mô tả khoa học đầu tiên năm 1974.

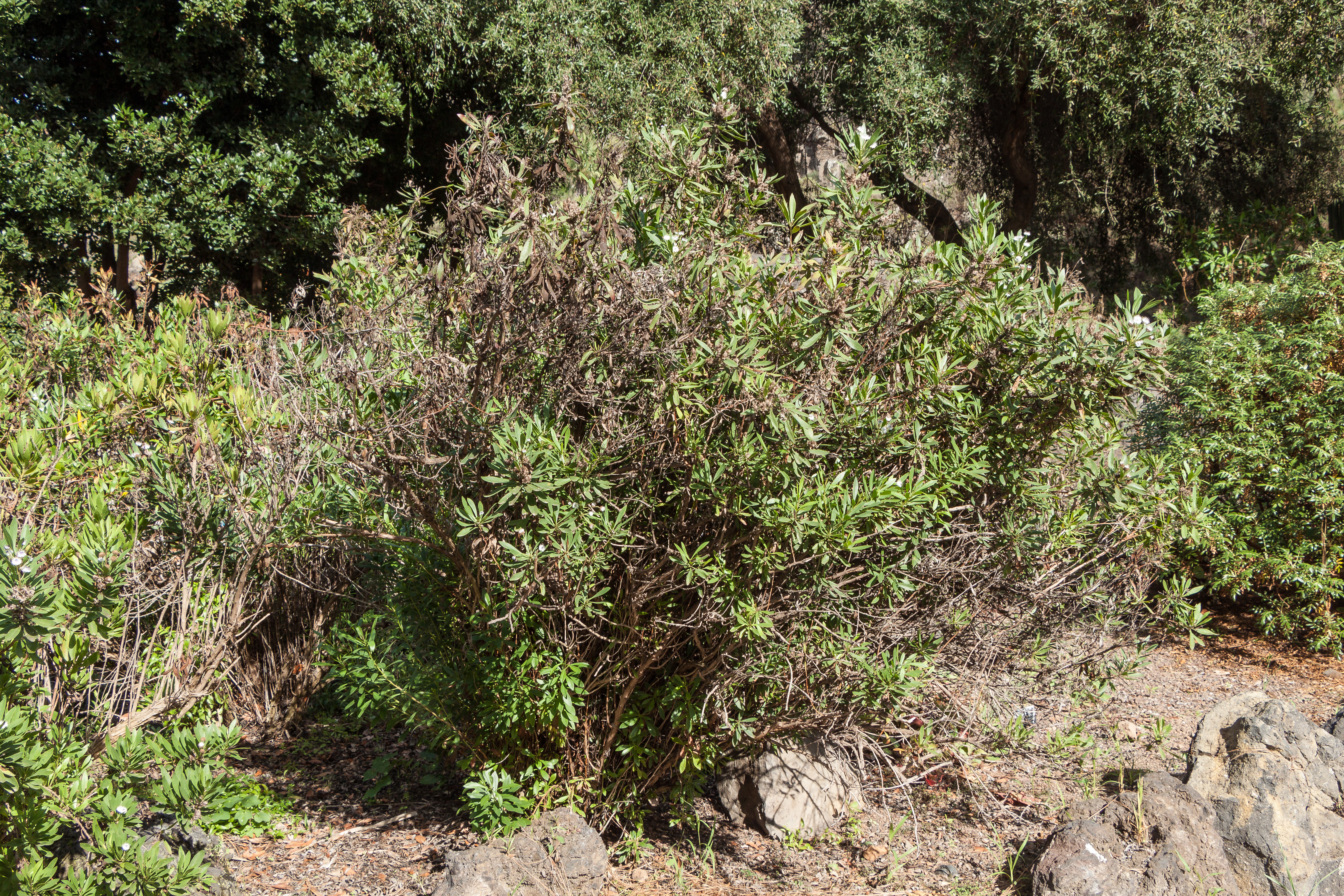
Habitus